# FCK Håndbold
Der FCK Håndbold (F.C. København Håndbold) war ein dänischer Handballverein aus Kopenhagen.
Der Club, der im Juli 2002 gegründet wurde, gehörte der Parken Sport & Entertainment A/S, einem börsennotierten Unternehmen, dem auch der Fußballclub FC Kopenhagen gehört. Der FCK übernahm bei der Gründung die Ligalizenzen der Herren- und Damenmannschaft von Frederiksberg IF (FIF), die jeweils in der höchsten dänischen Spielklasse spielten. Nachdem der FCK im Jahr 2010 aufgelöst worden war, erhielt FIF die Ligalizenzen wieder zurück. Die Herrenmannschaft des FCK fusionierte mit der AG Håndbold zur AG Kopenhagen.

## Bekannte ehemalige Spieler

### Frauen
- Carmen Amariei
- Nadine Krause
- Cecilie Leganger
- Linn-Kristin Riegelhuth Koren
- Emilija Turei

### Männer
- Martin Boquist
- Steinar Ege
- Kasper Hvidt
- Valter Matošević
- Jens Nyhuus
- Per Thomas Linders
- Einar Sand Koren
- Arnór Atlason
- Simon Hammer
- Rasmus Overby
- Nikolaj Andersson
- Erlend Mamelund
- Klavs Bruun Jørgensen
- Anders Christensen
- Kasper Olsen
- Jacob Bagersted
- Fredrik Lindahl
- Sebastian Koch-Hansen
- Tommy Atterhäll
- Vukašin Rajković

## Erfolge

### Frauen
- Europapokal der Pokalsieger 2009
- Dänischer Pokal 2010

### Männer
- Dänischer Meister 2008
- Dänischer Pokal 2010
- Finalist EHF-Pokal 2008